# Lisui
Lisui (kinesiska: 李遂, 李遂镇) är en köping i Kina. Den ligger i stadsdistriket Shunyi i Pekings storstadsområde, i den norra delen av landet, omkring 34 kilometer nordost om stadskärnan. Antalet invånare är 20 046. Befolkningen består av 9 857 kvinnor och 10 189 män. Barn under 15 år utgör 8,0 %, vuxna 15-64 år 80 %, och äldre över 65 år 11,0 %.